# Megophrys edwardinae
Espèce
Synonymes
- Borneophrys edwardinae Delorme, Dubois, Grosjean, and Ohler, 2006

Statut de conservation UICN

 VU B1ab(iii) : Vulnérable
Megophrys edwardinae est une espèce d'amphibiens de la famille des Megophryidae.

## Répartition
Cette espèce est endémique de la partie malaisienne de Bornéo. Elle se rencontre entre 200 et 700 m d'altitude dans les États de Sabah et de Sarawak,.

## Étymologie
Cette espèce est nommée en l'honneur d'Edwardine Nodzenski.

## Publications originales
- Delorme, Dubois, Grosjean & Ohler, 2006 : Une nouvelle ergotaxinomie des Megophryidae (Amphibia, Anura). Alytes, vol. 24, no 1/4, p. 6-21.
- Inger, 1989 : Four new species of frogs from Borneo. Malayan Nature Journal, vol. 42, p. 229-243.